# Erodium moschatum
Bec-de-grue musqué, Érodium musqué
Espèce
Erodium moschatum, le Bec-de-grue musqué ou Érodium musqué, est une espèce de plantes à fleurs de la famille des Geraniaceae. Elle est naturellement présente en Macaronésie, en Europe de l'Ouest, dans le bassin méditerranéen et jusqu'en Iran et en Éthiopie. C'est une plante médicinale traditionnellement utilisée comme fébrifuge et en teinture contre la dysenterie.

## Systématique
Le nom scientifique complet (avec auteur) de ce taxon est Erodium moschatum (L.) L'Hér..
Le basionyme de ce taxon est : Geranium cicutarium moschatum L.
Ce taxon porte en français les noms vernaculaires ou normalisés suivants : érodium musqué,, bec-de-cigogne musqué,,, bec-de-grue fausse-mauve, bec-de-grue musqué,,, cicutaire musquée, Érodium musqué.
Erodium moschatum a pour synonymes :
- Erodium allotrichum Steud.
- Erodium allotrichum Steud. ex A.Rich.
- Erodium australe Salzm.
- Erodium australe Salzm. ex Nyman
- Erodium dentatum Dum.Cours.
- Erodium dentatum Dumort.
- Erodium moschatum var. maculatum Maire
- Erodium moschatum var. minor Rouy & Foucaud
- Erodium moschatum var. moschatum
- Erodium moschatum var. praecox Lange
- Erodium robertianum C.A.Mey.
- Erodium robertianum C.A.Mey. ex Nyman
- Geranium cicutarium var. moschatum L.
- Geranium moschatum (L.) L.